# Jens Odgaard
Jens Odgaard (ur. 31 marca 1999 w Hillerød) – duński piłkarz występujący na pozycji napastnika we włoskim klubie Bologna. Wychowanek Hillerød Fodbold, w trakcie swojej kariery grał także w takich zespołach, jak Lyngby, Inter Mediolan, Sassuolo, Heerenveen, Lugano oraz Pescara. Młodzieżowy reprezentant Danii.